# Janusz Tarantowicz

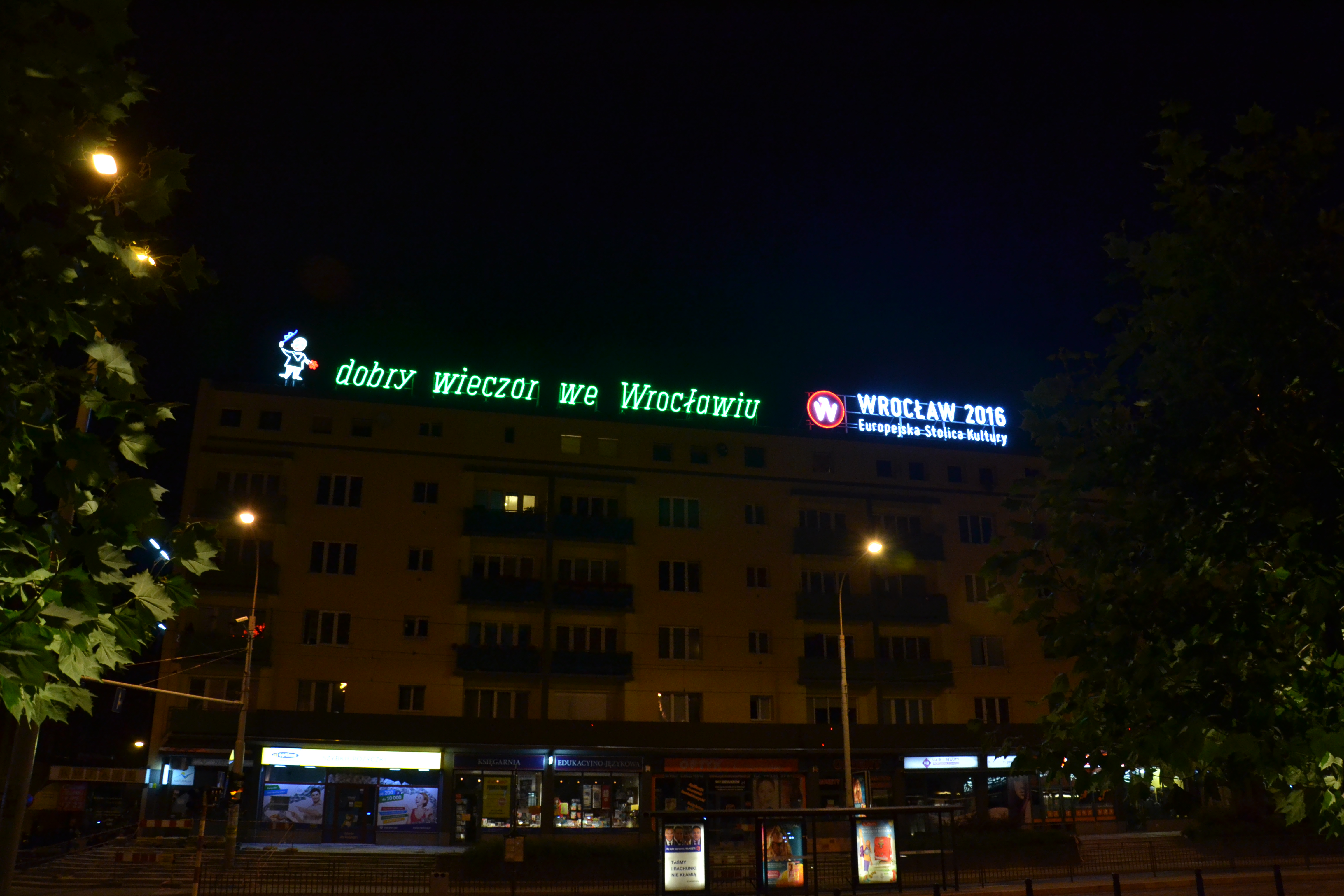
Neon naprzeciwko dworca Wrocław Główny

Janusz Tarantowicz (ur. 7 lipca 1936, zm. 13 lutego 2025) – polski architekt i urbanista, twórca wielu wrocławskich neonów, projektant znaków firmowych i opakowań.
W 1972 ukończył studia na Wydziale Architektury Politechniki Wrocławskiej.
Projektowaniem neonów zajmował się latach ok. 1960–1975, był m.in. twórcą neonu Dobry wieczór we Wrocławiu, neonu z dwiema uśmiechniętymi buziami i napisem Uśmiech za uśmiech na Domu Handlowym Podwale. Tarantowicz był głównym projektantem planu odbudowy zabudowy śródrynkowej Starego Miasta w Lubaniu (1993 r.).
Zmarł 13 lutego 2025 r. w wieku 89 lat i został pochowany na cmentarzu Osobowickim we Wrocławiu.